# Toni Steingass
Toni Steingass (* 13. April 1921 in Köln; † 29. Oktober 1987 in Mechernich-Kommern) war ein Komponist und Texter des Kölner Karnevals, Verleger und Moderator. 

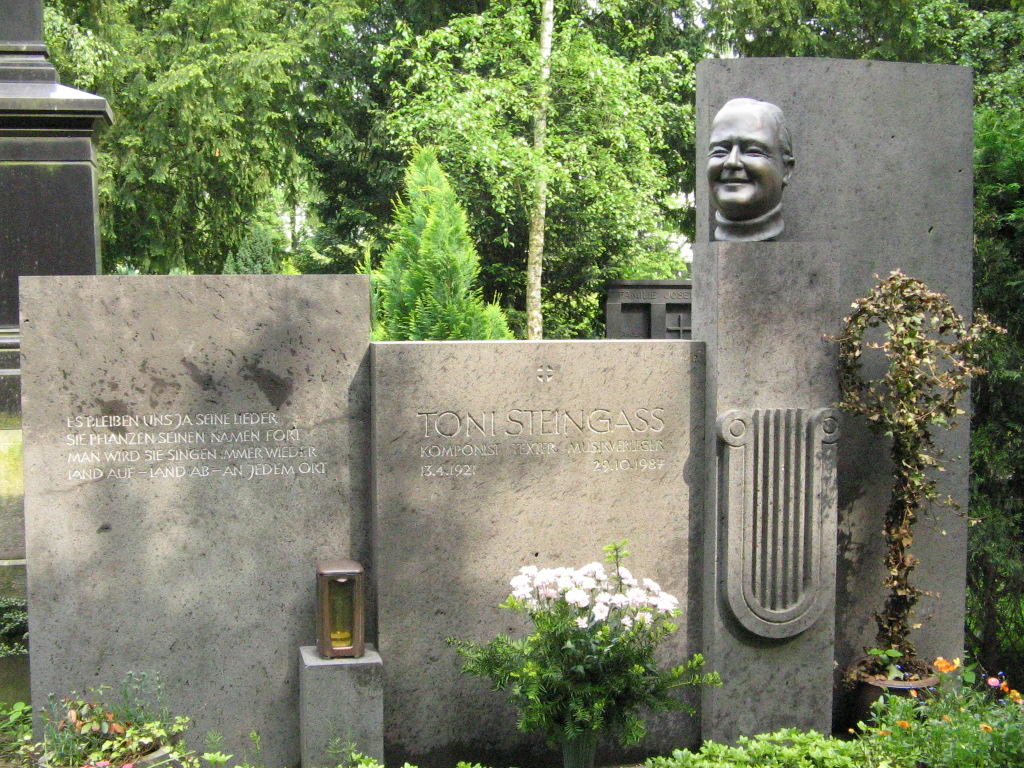
Grabstein von Toni Steingass auf dem Melaten-Friedhof in Köln

## Leben
Das Geburtshaus von Toni Steingass befand sich in der Nähe des Friesenplatzes. Schon früh war er geprägt durch das musikalische Erbe der Familie. 1946 gründete er zusammen mit Franz Josef Schmitz und Bernd Sperl das Steingass-Terzett und trat bei vielen karnevalistischen Sitzungen und Vorstellungen auf. Später kam Heinz Oepen dazu und zum Schluss bis zur Auflösung des Terzetts Johann Kasper Virnich (Käp). 
Ab 1972 trat er bei Auftritten zusammen mit seinem Sohn Helmut „Heli“ Steingass (1947–2016) unter dem Namen Die Steingässer, die Lebenskünstler aus Köln auf. Beim WDR und der Deutschen Welle war er als Moderator tätig und präsentierte vorwiegend kölsche Lieder. 
Am 29. Oktober 1987 brach Toni Steingass auf dem Museumsweg des Kommerner Freilichtmuseums zusammen und starb infolge eines Herzversagens.
Der Toni Steingass Musikverlag wurde von seinem Sohn Helmut bis zu dessen Tod 2016 weitergeführt. Seine Frau Anni Caasmann (* 2. Januar 1922) starb nach langer Krankheit am 14. Dezember 2013.
Auf seinem von Herbert Labusga erschaffenen Grabstein auf dem Melaten-Friedhof wurde der Spruch eingemeißelt:
Es bleiben uns ja seine Lieder.
Sie pflanzen seinen Namen fort.
Man wird sie singen immer wieder.
Land auf – Land ab – an jedem Ort.

## Ehrungen
- Die höchste Auszeichnung des Kölner Karnevals, die Willi-Ostermann-Medaille in Gold, bekam Toni Steingass 1977.

- In Mechernich-Kommern wurde eine Straße nach Toni Steingass benannt und in Köln-Nippes wurde in dem nach ihm benannten Park ein Denkmal errichtet.

## Werke (Auswahl)
Das Werkverzeichnis von Toni Steingass umfasst 419 Titel, neben kölschen Volksliedern auch Schlager und Evergreens.
- 1950 Der schönste Platz ist immer an der Theke
- 1952 De Haupsach es, et Hätz es good
- 1959 Hurra Hurra, der liebe Jung is wieder da
- 1960 Leckerchen, Zückerchen
- 1977 Wenn ich nur nicht so verfressen wär
- Mer rigge mit däm Essel op d’r Drachenfels